# ایپی (لاگوس)
ایپی (به لاتین: Epe) یک منطقهٔ مسکونی در نیجریه است که در ایالت لاگوس واقع شده‌است. ایپی ۹۶۵ کیلومتر مربع مساحت و ۱۸۱٬۴۰۹ نفر جمعیت دارد.